# Agusan del Norte
Agusan del Norte (cebuano: Amihanang Agusan; tagalo: Hilagang Agusan; inglés: North Agusan) es una provincia en la región de Caraga en Filipinas. Su capital es Cabadbaran.

## Geografía
Situada en la isla de  Mindanao, linda la norte con Surigao del Norte, al sur con Surigao del Sur y al este con  Agusan del Sur, al oeste con Misamis Oriental. . La bahía de Butuan, situada an noroeste,  abre la provincia al  Mar de Bohol. El lago Mainit se encuentra al norte siendo compartido con la provincia de Surigao del Norte.

## División administrativa
Políticamente la provincia de Agusán del Norte se divide en 10 municipios y 2 ciudades Butuan (Highly Urbanized) y Cabadbaran (Component). Cuenta con 253 barangays. 
Consta de 2 distritos para las elecciones al Congreso.
| Ciudad/Municipio     | N.º de Barangays | Población (2010) | Área (km²) | Código    |
| -------------------- | ---------------- | ---------------- | ---------- | --------- |
| Buenavista           | 25               | 56.139           | 475.61     | 160201000 |
| Ciudad de Butuan     | 86               | 309.709          | 816.62     | 160202000 |
| Ciudad de Cabadbaran | 31               | 69.241           | 214.44     | 160203000 |
| Carmen               | 8                | 19.781           | 311.02     | 160204000 |
| Jabonga              | 15               | 23.833           | 293.00     | 160205000 |
| Kitcharao            | 11               | 17.377           | 171.92     | 160206000 |
| Las Nieves           | 20               | 26.856           | 582.69     | 160207000 |
| Magallanes           | 8                | 21.481           | 44.31      | 160208000 |
| Nasipit              | 19               | 40.663           | 144.40     | 160209000 |
| Santiago             | 9                | 20.955           | 275.61     | 160210000 |
| Tubay                | 13               | 20.426           | 138.09     | 160211000 |
| Remedios T Romualdez | 8                | 15.735           | 79.15      | 160212000 |

## Economía
La gran parte de la economía de Agusan del Norte es de agricultura, y la provincia es el productor principal de arroz del país.

## Idiomas
El cebuano es el idioma principal de la provincia.

## Historia
El 16 de junio de 1967 la provincia de Agusan se divide en dos: Agusan del Sur y Agusan del Norte.